# پیروفیلیت
پیروفیلیت (به انگلیسی: Pyrophyllite) با فرمول شیمیایی Al2[(OH)2 - Si4 O10] از مجموعه کانی هاست و دارای لومینسانس گاهی سفید، زرد، نارنجی-بااسیدها و آب تمیز می‌شود-کانی مشابه آن تالک است که از نظر جلا و عکس العمل‌های روی Mg تالک از آن تفکیک می‌گردد. از کلمات یونانی Pur آتش و Phullon به مفهوم ورق گرفته شده‌است. در اسیدها نامحلول است - دراثر حرارت به ورقه‌های کوچک تبدیل می‌شود - با اسیدها و آب تمیز می‌شود. Al2O3:28.3% SiO2:66.7% H2O:۵٪ برای اولین بار در سوئیس کشف شد و از نظر شکل بلور: به ندرت پهن و کوتاه، رنگ: سفید - خاکستری - سبز - متمایل به زرد، شفافیت: نیمه شفاف، جلا: شیشه‌ای - صدفی، رخ: کامل - مطابق با سطح، سیستم تبلور: مونوکلینیک و در رده‌بندی سیلیکات است و منشأ تشکیل آن هیدروترمال - دگرگونی است.
همایند کانی‌شناسی (پارانژ) آن تالک- تالک- کوارتز است
کاربرد آن: در کاغذ سازی - صنایع کائوچو - صنایع سرامیک - روغن سر - چرب و لغزنده‌کننده، از نظر ژیزمان ورقه‌ای - متراکم - اسفرولیتی - تجمع فلسی شعاعی تقریباً کمیاب؛ آلمان شرقی و غربی، سوئیس، چک و اسلواکی، انگلستان، فنلاند، چین و آمریکا